# کوین اولیری
ترِنس توماس کوین اولیری (به انگلیسی:Terence Thomas Kevin O'Leary؛ متولد ۹ ژوئیه ۱۹۵۴) مشهور به کوین اولیری، بازرگان، نویسنده و شخصیت تلویزیونی اهل کانادا است. او در بنیانگذاری شرکت‌هایی چون اولیری فاندز و سافت کی نقش داشته‌است. اولیری از سال ۲۰۰۴ تا ۲۰۱۴ در برنامه‌های مختلف تلویزیون کانادا از جمله برنامه‌های خبری اقتصادی و همچنین برنامه‌های تلویزیونی واقع نما مثل دراگونز دن حضور پیدا کرده‌است. اولیری از سال ۲۰۰۹، یکی از داوران اصلی شارک تنک، معادل آمریکایی دراگونز دن، بوده‌است.

## پس‌زمینه
اولیری شرکت سافت کی را در دهه ۸۰ میلادی بنیان‌نهاد. سافت کی یک شرکت فناوری بود که به تولید محتوا آموزشی برای خانواده‌ها و همچنین محتوا سرگرمی می‌پرداخت. این شرکت بعدها نام خود را به «لرنینگ کمپانی» تغییر داد. سافت کی در نهایت در سال ۱۹۹۹ توسط شرکت متل خریداری‌شد. این قرارداد فروش، اولیری را تبدیل به یک ثروتمند میلیونر کرد. کمی بعد از این قرارداد، اولیری را از سافت کی به دلیل شکایت سهام‌داران اخراج شد.
اولیری در سال ۲۰۱۷ برای دستیابی به رهبری حزب محافظه‌کار کانادا شروع به کارزار کرد. او با وجود پیشتازی نسبی در نظرسنجی‌ها، به دلیل تسلط نداشتن بر زبان فرانسوی و نبود پشتیبانی استان کبک، از رقابت‌ها کنار کشید.

## در رسانه ها

### برنامه‌های دراگونز دن و شارک تنک
کوین اولیری، سرمایه‌گذار کانادایی، در سال ۲۰۰۶ به‌عنوان یکی از پنج سرمایه‌گذار اصلی در برنامه «دراگونز دن» در شبکه CBC حضور یافت. این برنامه نسخه کانادایی از قالب بین‌المللی «دراگونز دن» بود. اولیری در این برنامه شخصیتی صریح و بی‌پروا از خود نشان داد؛ به‌طوری‌که در یکی از قسمت‌ها به شرکت‌کننده‌ای که شروع به گریه کرد گفت: «پول اهمیتی به اشک‌های تو نمی‌دهد و اشک‌هایت ارزشی اضافه نمی‌کنند». تهیه‌کننده اجرایی برنامه، استوارت کوکس، از اولیری می‌خواست تا در دو فصل اول «شیطانی‌تر» رفتار کند. حضور اولیری از عوامل اصلی محبوبیت برنامه بود و «دراگونز دن» با جذب حدود دو میلیون بیننده در هر قسمت به یکی از پربیننده‌ترین برنامه‌های تاریخ CBC تبدیل شد.
در سال ۲۰۰۹، نسخه آمریکایی «دراگونز دن» با نام «شارک تنک» آغاز به کار کرد. مارک برنت، تهیه‌کننده اجرایی شارک تنک، از اولیری و رابرت هرجاوک، دو سرمایه‌گذار برنامه کانادایی، دعوت کرد تا در این نسخه نیز حضور داشته باشند. این دو سرمایه‌گذار برای چند سال در هر دو برنامه فعالیت کردند، اما هرجاوک در سال ۲۰۱۲ و اولیری در سال ۲۰۱۴ از «دراگونز دن» خارج شدند. «شارک تنک» به یکی از برنامه‌های محبوب در آمریکا تبدیل شد و در فصل ۲۰۱۴-۲۰۱۵ به‌طور میانگین ۹ میلیون بیننده در هر قسمت داشت. این برنامه همچنین برنده جایزه امی برای بهترین برنامه واقع‌نمای ساختاریافته شد.
یکی از نتایج حضور اولیری در این برنامه‌ها، محبوبیت لقب «آقای شگفت‌انگیز» (Mr. Wonderful) برای او بود. او در مصاحبه‌ای گفته که این لقب هم به‌عنوان اشاره‌ای طنزآمیز به رفتارهای صریح و بی‌رحمانه‌اش و هم به‌عنوان نمادی از کمک به کارآفرینان ناآگاه به کار گرفته شده است. اولیری اظهار کرده که به یاد ندارد این لقب از کجا شروع شد، اما پیش از هر دو برنامه، در یک ویدیوی انتخاب بازیگر برای «دراگونز دن» در سال ۲۰۰۶ از این لقب برای خود استفاده کرده بود.
اولیری در هر دو برنامه شهرتی به‌دست آورده است که ترجیح می‌دهد به‌جای سرمایه‌گذاری مستقیم در سهام شرکت‌ها، به کارآفرینان وام دهد و در ازای آن بخشی از درآمد آینده آن‌ها را دریافت کند. این شیوه سرمایه‌گذاری او را از سایر سرمایه‌گذاران متمایز کرده است.
اولیری در «شارک تنک» در برخی از معاملات قابل‌توجه شرکت داشته است. از جمله این معاملات می‌توان به سرمایه‌گذاری در شرکت Talbott Teas که بعداً توسط Jamba Juice خریداری شد و همچنین GrooveBook که توسط Shutterfly تصاحب شد، اشاره کرد. او همچنین به‌همراه نیرَو تولیا، بنیان‌گذار Nextdoor، در Hello Prenup سرمایه‌گذاری کرده است. تمام سرمایه‌گذاری‌های اولیری در «دراگونز دن» و «شارک تنک» تحت مدیریت شرکت هلدینگ او به نام «چیزی شگفت‌انگیز» (Something Wonderful) تجمیع و مدیریت می‌شوند.

### فعالیت در حوزه رسانه و برنامه‌های تلویزیونی
در سال ۲۰۰۹، کوین اولیری در جشنواره کمدی وینیپگ میزبان برنامه‌ای به نام Savings & Groans بود. در این برنامه، او یک نمایش طنز به سبک «دراگونز دن» اجرا کرد که در آن شان کالن و ران اسپارکس تلاش کردند او را برای سرمایه‌گذاری در اختراع خود – چرخ – متقاعد کنند. این برنامه در سال ۲۰۱۰ از شبکه CBC پخش شد.
اولیری در سال ۲۰۱۲ برنامه تلویزیونی واقع‌نمای Redemption Inc. را تهیه و اجرا کرد که در آن ده فرد سابقه‌دار برای دریافت حمایت مالی اولیری جهت اجرای ایده تجاری خود رقابت کردند. این برنامه تنها برای یک فصل از شبکه CBC پخش شد. همچنین، اولیری در گذشته به‌عنوان مجری برنامه SqueezePlay در شبکه BNN فعالیت داشت و از سال ۲۰۱۴ به‌عنوان تحلیل‌گر در شبکه Discovery Channel و رسانه‌های زیرمجموعه آن، از جمله CTV، همکاری کرد.
در تاریخ ۵ مه ۲۰۱۵، اولیری در مسابقه تلویزیونی Celebrity Jeopardy شرکت کرد. با اینکه او در این مسابقه سوم شد و پس از دورهای Double Jeopardy و Final Jeopardy امتیاز منفی داشت، ۱۰٬۰۰۰ دلار برای خیریه‌ای که به آن کمک می‌کرد، دریافت کرد. چند ماه بعد، در سپتامبر ۲۰۱۵، به‌عنوان داور مهمان در نود و پنجمین دوره مسابقات Miss America حضور یافت.
در سال ۲۰۱۸، اولیری پادکستی به نام Ask Mr. Wonderful راه‌اندازی کرد که طی آن در هفت قسمت به سوالات مخاطبان پاسخ داد. او در سال ۲۰۱۹ فعالیت‌های خود را در یوتیوب گسترش داد و بار دیگر با استفاده از عنوان Ask Mr. Wonderful شروع به انتشار ویدیوهای آموزشی و مشاوره مالی کرد.
در سال ۲۰۲۱، اولیری در برنامه Money Court از شبکه CNBC به همراه کیتی فانگ و ادا پوزو به داوری در اختلافات مالی پرداخت. او همچنین عضو هیئت مشاوران شرکت ARHT Media است؛ گروهی که افراد سرشناسی همچون پل انکا، خواننده کانادایی، و کارلوس اسلیم، غول ارتباطات مکزیک، نیز در آن عضویت دارند.

## در سیاست
در ژانویه ۲۰۱۶، کوین اولیری پیشنهاد کرد که یک میلیون دلار در اقتصاد استان آلبرتا سرمایه‌گذاری کند، مشروط به استعفای نخست‌وزیر این استان، ریچل ناتلی. او در فوریه همان سال به همراه چهار نامزد احتمالی دیگر در یک کنفرانس حزب محافظه‌کار فدرال حضور یافت و در سخنرانی با عنوان “اگر شرکت کنم، اینگونه خواهد بود”، پیش‌بینی کرد که دولت لیبرال کانادا در طول چهار سال به دلیل فروپاشی اقتصادی سقوط خواهد کرد.
پس از استعفای استفن هارپر از رهبری حزب محافظه‌کار کانادا، اولیری در گردهمایی‌های این حزب در فوریه و مه ۲۰۱۶ شرکت کرد و این حضور باعث گمانه‌زنی‌هایی درباره نامزدی او برای انتخابات رهبری حزب در سال ۲۰۱۷ شد. با این حال، مکسیم برنیه، سیاستمدار کبکی، به دلیل ناآشنایی اولیری با زبان فرانسوی، او را “توریست” خطاب کرد و از او انتقاد کرد. برنیه تأکید داشت که همه نامزدها باید فرانسوی بیاموزند و از تلاش لیزا ریت برای بهبود زبان فرانسوی‌اش تقدیر کرد. اولیری نیز اعلام کرد که در حال یادگیری فرانسوی است و قول داد تا انتخابات فدرال بعدی این زبان را فرا بگیرد.
اولیری در ۱۸ ژانویه ۲۰۱۷ به‌طور رسمی وارد رقابت رهبری حزب محافظه‌کار شد. در همان روز، آرلین دیکینسون، همکار سابق او در Dragons’ Den، او را بیش‌ازحد “خودمحور و فرصت‌طلب” برای مقام نخست‌وزیری توصیف کرد. در مقابل، برت ویلسون، دیگر همکار سابق او در این برنامه، از اولیری حمایت کرد و تفاوت‌های میان شخصیت تلویزیونی او و مهارت‌هایش به‌عنوان تاجر را برجسته کرد.
در اول فوریه ۲۰۱۷، اولیری ویدیویی از خود در حال تیراندازی در یک میدان تیر در میامی منتشر کرد. این ویدیو به‌دلیل هم‌زمانی با مراسم خاکسپاری سه قربانی حمله به مسجدی در شهر کبک از فیس‌بوک حذف شد. همچنین فاش شد که اولیری در زمان انتشار ویدیو در نیویورک مشغول تبلیغ یکی از کسب‌وکارهای خود بوده است. او بعداً بابت زمان‌بندی نامناسب انتشار ویدیو عذرخواهی کرد.
با وجود اینکه اولیری در بیشتر نظرسنجی‌ها پیشتاز بود، در ۲۶ آوریل ۲۰۱۷ از رقابت رهبری حزب محافظه‌کار کنار کشید. او اذعان کرد که با وجود احتمال پیروزی در انتخابات درون‌حزبی، کمبود حمایت در کبک باعث می‌شود شکست دادن جاستین ترودو در سال ۲۰۱۹ دشوار باشد و ادامه رقابت را “خودخواهانه” دانست. پس از کناره‌گیری، او از مکسیم برنیه، یکی دیگر از نامزدهای اصلی، حمایت کرد. در نهایت، اندرو شییر با اختلافی اندک برنیه را شکست داد و رهبری حزب را بر عهده گرفت.

## زندگی شخصی
کوین اولیری پیرو مذهب کاتولیک است. او در سال ۱۹۹۰ با همسرش لیندا (با نام اصلی گریر) ازدواج کرد. این زوج در سال ۲۰۱۱ مدتی از هم جدا شدند اما پس از دو سال دوباره زندگی مشترک خود را از سر گرفتند. لیندا اکنون معاون بازاریابی شرکت O’Leary Wines است. آن‌ها دو فرزند به نام‌های ترور و سوانا دارند. اولیری در مصاحبه‌ای در سال ۲۰۱۶ اظهار داشت: «در یک کسب‌وکار موفق که در حال رشد است، وقتت را به‌طور کامل صرف می‌کنی. اما بعدها در زندگی می‌توانی چیزهایی برای خانواده‌ات فراهم کنی که دیگران نمی‌توانند، زیرا با فداکاری خودت در نهایت به آزادی دست پیدا می‌کنی.»
خانواده اولیری در میامی بیچ و تورنتو اقامت دارند. علاوه بر این، اولیری یک کلبه در موسکوکا، انتاریو و خانه‌هایی در بوستون و ژنو، سوئیس نیز دارد. در مصاحبه‌ای با CNBC در سال ۲۰۲۲، او اعلام کرد که تابعیت امارات متحده عربی را نیز دریافت کرده تا بتواند با سرمایه‌گذاران اماراتی همکاری کند.
اولیری طرفدار تیم فوتبال New England Patriots است و ادعا می‌کند که تمام بازی‌های آن‌ها را تماشا می‌کند، حتی زمانی که در سفرهای بین‌المللی است و مسابقات در نیمه‌شب برگزار می‌شود. او علاقه‌مند به شراب است و عضو Confrérie des Chevaliers du Tastevin، انجمنی بین‌المللی از علاقه‌مندان به شراب بورگوندی، است. همچنین او به عکاسی علاقه‌مند بوده و عکس‌های خود را به نمایش گذاشته و از فروش آن‌ها برای امور خیریه استفاده کرده است. اولیری همچنین کلکسیونر و کارشناس ساعت‌های لوکس است و دانش خود را در این زمینه از طریق Shark Tank و شبکه‌های اجتماعی به اشتراک می‌گذارد.